# Detritus
Detritus er, indenfor biologiske økosystemer, dødt organisk materiale fra vira og organismer (fx planter og dyr).
I vandigt miljø haves stordetritus (nedfaldne blade o.l.), findetritus - og organiske forbindelser opløst i vandet eller liggende på vandoverfladen.